# 4365 Ivanova
A 4365 Ivanova (ideiglenes jelöléssel 1978 VH8) a Naprendszer kisbolygóövében található aszteroida. Eleanor F. Helin,  Schelte J. Bus fedezte fel 1978. november 7-én.